# Grabów (gmina)

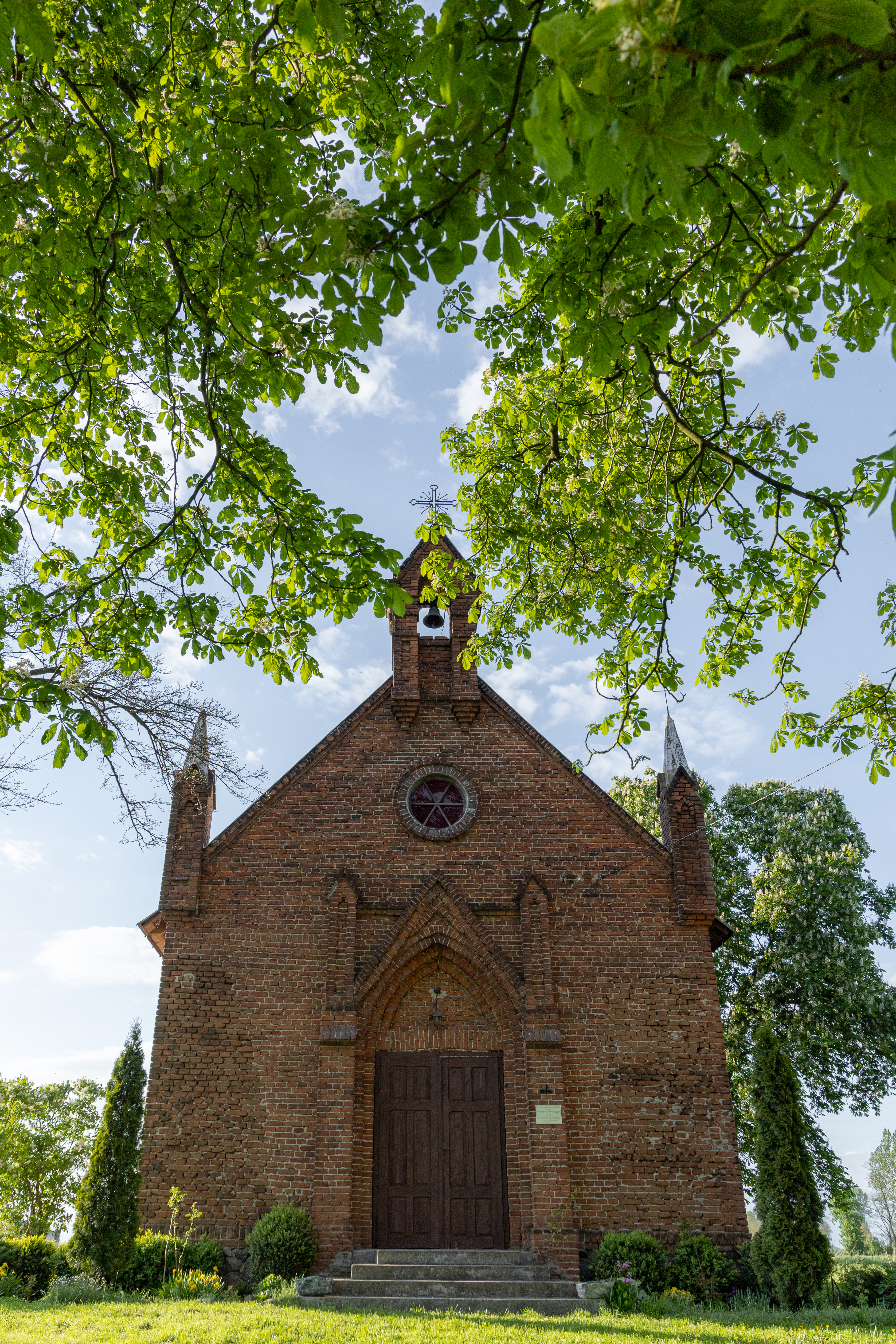
Kościół Przenajświętszego Sakramentu w Kadzidłowej

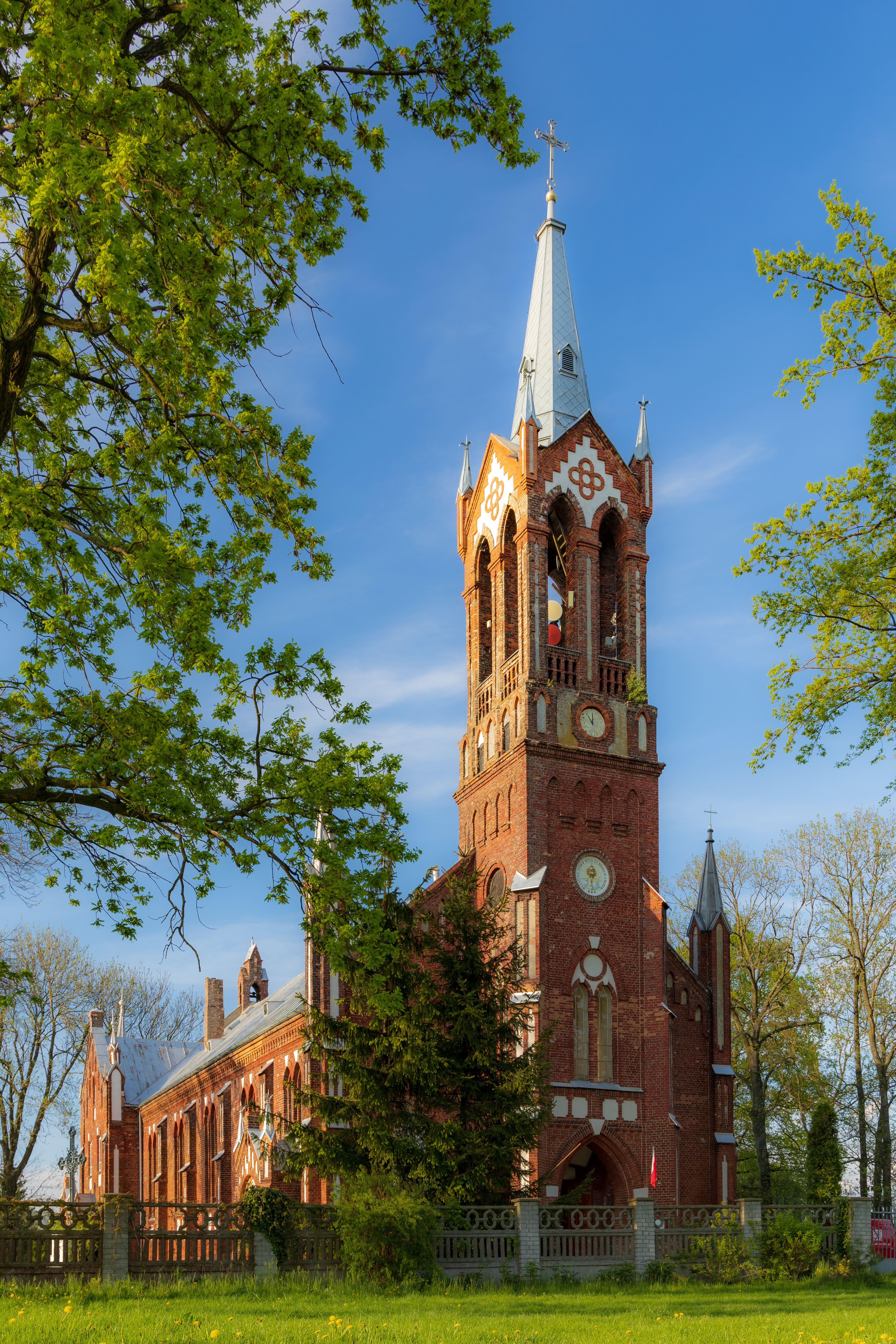
Kościół św. Mateusza Apostoła i Ewangelisty i św. Rocha Wyznawcy w Nowej Sobótce

Grabów – gmina miejsko-wiejska w województwie łódzkim, w powiecie łęczyckim. W latach 1975–1998 gmina położona była w województwie konińskim.
Siedziba gminy to Grabów.
Gmina jest członkiem Związku Gmin Regionu Kutnowskiego.
Za Królestwa Polskiego gmina należała do powiatu łęczyckiego w guberni kaliskiej. 19 maja?/31 maja 1870 do gminy przyłączono pozbawiony praw miejskich Grabów.
W tej gminie tradycje związane z grą palant kultywowane są od XV–XVI w. Co roku organizowane jest Święto Palanta. Mecz rozgrywany jest na rynku w Grabowie we wtorek po Wielkanocy. Poprzedza go msza w kościele, uroczysty przemarsz ulicami Grabowa i pasowanie na nowych członków Klubu Palanta. Obchodom Dnia Palanta towarzyszą występy artystyczne. Święto zostaje zakończone bankietem okolicznościowym.
30 czerwca 2014 gminę zamieszkiwało 6135 osób.

## Zabytki
Jedną z głównych atrakcji turystycznych gminy jest średniowieczny Zamek w Besiekierach.
Na terenie gminy znajdują się dwa zabytkowe kościoły mariawickie, należące do parafii Kościoła Starokatolickiego Mariawitów pw. św. Mateusza w Nowej Sobótce. Pierwszym z nich jest kościół pw. św. Mateusza i św. Rocha w Nowej Sobótce z 1907 roku, drugim zaś kościół  pw. Przenajświętszego Sakramentu w Kadzidłowej pochodzący z 1928 roku.
Na terytorium gminy zachowało się dwanaście nieczynnych XIX-wiecznych cmentarzy ewangelickich będących pozostałością po zamieszkujących te ziemie Olędrach, osadnictwu których kres położył wybuch II wojny światowej. Nekropolie te mają status zabytku i podlegają ochronie prawnej. Niestety, niemal wszystkie znajdują się w złym stanie technicznym.

## Struktura powierzchni
Według danych z roku 2014 gmina Grabów ma obszar 154,96 km², w tym:
- użytki rolne: 91%
- użytki leśne: 7%

Gmina stanowi 20,05% powierzchni powiatu łęczyckiego.

## Demografia

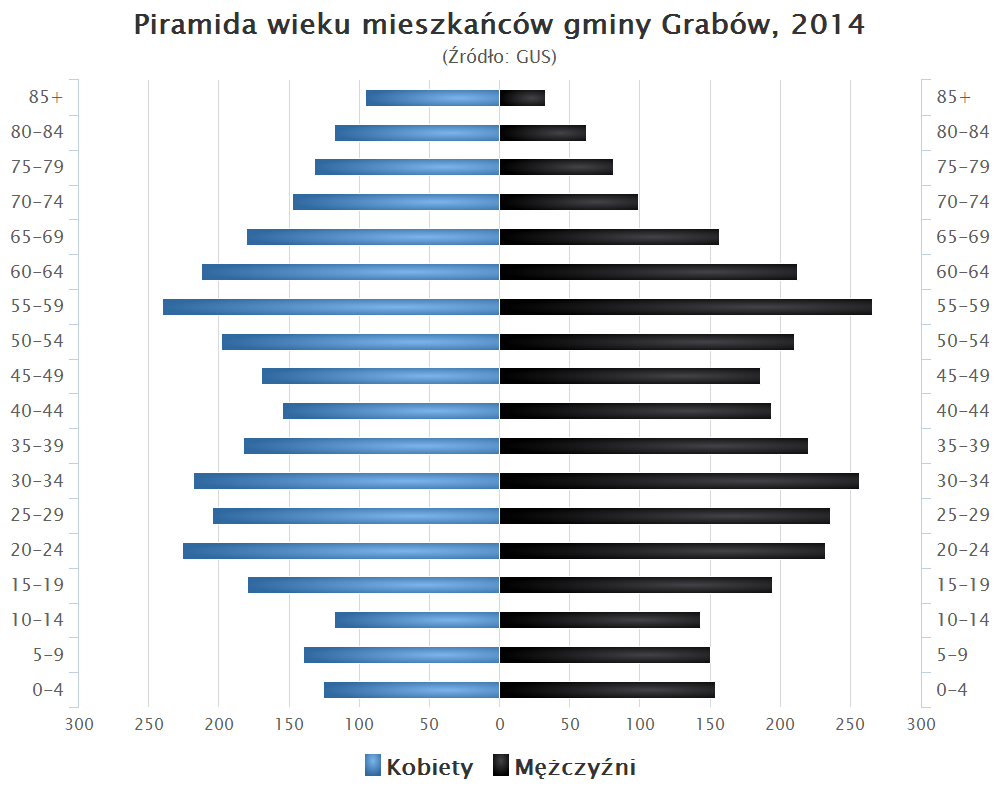
Piramida wieku mieszkańców gminy Grabów w 2014 roku

Dane z 30 czerwca 2014:
| Opis                              | Ogółem | Ogółem | Kobiety | Kobiety | Mężczyźni | Mężczyźni |
| --------------------------------- | ------ | ------ | ------- | ------- | --------- | --------- |
| jednostka                         | osób   | %      | osób    | %       | osób      | %         |
| populacja                         | 6135   | 100    | 3033    | 49,4    | 3102      | 50,6      |
| gęstość zaludnienia (mieszk./km²) | 40     | 40     | 20      | 20      | 20        | 20        |

## Jednostki Ochotniczej Straży Pożarnej na terenie gminy
OSP Grabów  (Krajowy system ratowniczo-gaśniczy), OSP Stara Sobótka (Krajowy system ratowniczo-gaśniczy), OSP Besiekiery, OSP Borucice, OSP Byszew, OSP Chorki, OSP Kadzidłowa, OSP Ksawerów, OSP Leszno, OSP Nagórki, OSP Ostrówek, OSP Pieczew, OSP Sławęcin, OSP Smardzew.

## Religia
Dominującym wyznaniem w Gminie Grabów jest Kościół rzymskokatolicki. Na terenie gminy swoją siedzibę mają następujące parafie rzymskokatolickie:
- parafia św. Stanisława Biskupa i Męczennika w Grabowie (diecezja łowicka, dekanat łęczycki)
- parafia św. Mateusza Apostoła i św. Rocha w Starej Sobótce (diecezja łowicka, dekanat krośniewicki)
- parafia św. Rozalii w Pieczewie (diecezja włocławska, dekanat kłodawski)

Ponadto terytorialnie część gminy należy do parafii św. Jana Chrzciciela w Rdutowie, parafii Najświętszego Serca Pana Jezusa w Błoniu i parafii św. Marcina w Siedlcu. 
Znaczącą mniejszość stanowią wyznawcy mariawityzmu. Na terenie gminy swoją siedzibę mają dwie parafie Kościoła Starokatolickiego Mariawitów:
- parafia św. Mateusza Apostoła i Ewangelisty i św. Rocha Wyznawcy w Nowej Sobótce (diecezja śląsko-łódzka)
- parafia Przenajświętszego Sakramentu w Kadzidłowej (diecezja śląsko-łódzka)

Ponadto na terenie gminy mieszkają wierni Kościoła Katolickiego Mariawitów należący do parafii Przenajświętszego Sakramentu w Zieleniewie. 

## Sąsiednie gminy
Chodów, Daszyna, Dąbie, Kłodawa, Łęczyca, Olszówka, Świnice Warckie.